# Stadium municipal de Toulouse
Stadium municipal de Toulouse (Městský stadion Toulouse) je multifunkční stadion ve francouzském městě Toulouse. Využívá se především pro fotbalová utkání místního Toulouse FC, ale občas na něm své zápasy hraje i ragbyový klub Stade Toulousain, v poslední době ho pro přípravné zápasy využívá také francouzská ragbyová reprezentace. Kapacita stadionu je 35 472 diváků.

## Historie
K otevření stadionu v jeho první podobě došlo roku 1937, při příležitosti příprav na mistrovství světa ve fotbale 1938. Od té doby prodělal dvě výraznější renovace, roku 1949 a 1997 (kvůli MS 1998) společně se zvýšením kapacity až na 36 500 míst. Od té doby je stadion pravidelně zdokonalován, naposledy roku 2005 došlo k nainstalování digitálních reklamních panelů (teprve na druhém francouzském stadionu po Stade de France), či zvětšení světelných tabulí. Přímo na stadionu byl také vybudován restaurant, či bodega (vinný sklep).
Nejvíce pamětihodný zápas, odehraný na Stadium Municipal zůstává zápas prvního kola Poháru UEFA mezi Toulouse FC a SSC Neapol se slavným Diegem Maradonou v sestavě 1. října 1986. Domácí do zápasu šli s venkovní porážkou 0-1, která se jim podařila vymazat a utkání tak překvapivě došlo až do penaltového rozstřelu. V něm bylo úspěšnější Toulouse, když právě Maradona zaváhal a rozhodující penaltu poslal do tyče brankáře Bergerooa.
Stadion byl použit při mistrovství světa v ragby 2007 a hrálo se zde i šest utkání mistrovství světa ve fotbale 1998.

## Významné události na stadionu

### MS ve fotbale 1998
Během tohoto mistrovství se zde odehrálo pět zápasů základních skupin a jedno osmifinále :
- Kamerun 1-1  Rakousko
- Argentina 1-0  Japonsko
- JAR 1-1  Dánsko
- Rumunsko 2-1  Anglie
- Nigérie 1-3  Paraguay
- Nizozemsko 2-1  Jugoslávie

### MS v ragby 2007
Během světového šampionátu v ragby se zde odehrála celkem čtyři střetnutí :
- Fidži 35-31  Japonsko
- Rumunsko 14-10  Portugalsko
- Rumunsko 8-85  Nový Zéland
- Francie 87-10  Namibie

### Kulturní události
Americký zpěvák Michael Jackson sem zavítal během svého turné Dangerous World Tour. Koncert navštívilo přes 40 000 lidí.